# Caquetaia umbrifera
Caquetaia umbrifera és una espècie de peix de la família dels cíclids i de l'ordre dels perciformes.

## Morfologia
- Els mascles poden assolir 47,5 cm de longitud total.[1][2]

## Reproducció
Els ous i les larves són protegits per la femella, mentre que el mascle defensa el territori.

## Alimentació
Menja principalment peixos (del gènere Astyanax, normalment) i, en segon terme, gambes i crancs.

## Hàbitat
És una espècie de clima tropical entre 19 °C-28 °C de temperatura.

## Distribució geogràfica
Es troba a Amèrica: Colòmbia (conques dels rius Atrato i Magdalena) i Panamà (conques dels rius Tuíra i Chucunaque).